# Detail (revista)
Detail  é uma revista alemã, com edições próprias para outros países, especializada em arquitectura e pormenores de construção, publicada pela Editora Detail. Cada número aborda um tema de construção especial (p. ex., construções de betão, estruturas de suporte ao telhado, reabilitação, etc.), com especial destaque para a qualidade dos pormenores de construção. Os desenhos à escala e as fotografias ilustram os exemplos actualmente existentes na Alemanha e noutros países.
O principal destaque vai para a apresentação de novos edifícios por meio de fotografias, textos e desenhos de construção. A revista destina-se essencialmente a arquitectos, engenheiros civis e outros profissionais do sector da construção.
A revista foi publicada pela primeira vez em 1961. Em 2008, no seu 48.º aniversário, está sendo publicada em 10 edições. A partir de 2009, a revista será aumentada em 2 números, passando a ser publicada 12 vezes por ano.

## Conteúdo
A Detail é composta por cinco rubricas: discussão, artigos, documentação, técnica e produtos, e representa uma fonte de informação para gabinetes de planeamento e de arquitectura. As duas edições adicionais de concepção da DETAIL focam-se na ideia de projecto, mas sobretudo no processo de planeamento e construção integral de edifícios de destaque.
A revista inclui reportagens e artigos actuais, discussões sobre a especialidade e reportagens especiais, documentações de objecto sobre edifícios e espaços, com ilustrações, desenhos e explicações, uma parte técnica, informações de produto sobre construção civil, trabalhos de ampliação e trabalhos de instalação, por vezes com ilustrações, bem como notícias sobre eventos, direito de superfície e física da construção.
Cada número concentra-se num tema de construção particular, apresentado através de exemplos actualmente existentes na Alemanha e noutros países. Os projectos seleccionados ilustram todos os aspectos do tema e, em conjunto com a documentação, formam a base do respectivo número. A discussão que inicia a edição prepara o tema em destaque através de entrevistas, críticas e retrospectivas. A apresentação técnica que se segue aprofunda o tema com artigos especializados e completa a reportagem com informações de produtos.

## Publicação
A revista é distribuída em mais de 80 países numa edição bilingue alemão/inglês. Para além da edição internacional, a revista está também disponível 6 vezes por ano como publicação totalmente em inglês. Se for enviada para o estrangeiro, os artigos mais importantes estarão traduzidos para francês, russo e italiano. Desde 2002, a Espanha tem a sua própria edição nacional traduzida na íntegra.
- Data de publicação: sempre na primeira semana do mês
- Fecho da entrega de artigos: 6 semanas antes da publicação
- Documentação para impressão: 5 semanas antes da publicação

## Edição
A edição impressa da revista em língua alemã tem 38.844 exemplares, a média anual (IVW 3/06 até 2/07) da divulgação efectiva da edição é de 33 076 exemplares. 12 000 para a versão inglesa, 10 000 para a espanhola, 6000 para a chinesa/inglesa e 10 000 para a japonesa. (dados da editora de 01/2007)

## Leitores
Os leitores da revista são gabinetes de arquitectura, gabinetes de arquitectura e de engenharia civil, departamentos de planeamento de construções da indústria, banca, etc., departamentos de planejamento de serviços de obras públicas, empresas de construção e de desenvolvimento urbano e regional, empresas de engenharia civil e gabinetes de engenharia especializados no equipamento técnico de edifícios / estática / planeamento de estruturas de suporte.

## DETAIL internacional
A revista é lida em mais de 80 países e é publicada em 5 línguas diferentes.
- DETAIL edição bilingue (alemão/inglês) com uma tradução em francês, italiano e russo. Publicação 10 vezes por ano.
- DETAIL INGLÊS (integralmente traduzida em inglês, é publicada 6 vezes por ano)
- DETAIL ESPANHOL (8 números por ano)
- DETAIL CHINÊS (6 números por ano)
- DETAIL JAPONÊS (12 números por ano)

## Detail Network
A revista Detail pertence à rede Detail que abrange a Detail X, Detail 360, Deutscher Baukatalog (DBK), Detail (revista) e a Detail Online. Serve de comunidade, base de dados obra de consulta e mercado para informações especializadas no sector da arquitectura e da construção civil.
DETAIL .de: no portal de arquitectura DETAIL, os arquitectos ou engenheiros civis poderão encontrar notícias actualizadas sobre arquitectura, conselhos sobre eventos, informações sobre o direito de superfície e a física da construção, bem como temas de construção detalhados. O arquivo contém artigos da DETAIL já publicados no passado, disponíveis para download. Todas as segundas-feiras, a área Job-Service indica as propostas de emprego no sector da construção existentes na Europa, que poderão ser recebidas numa newsletter dividida em perfis profissionais. Com a DETAIL Topics e a DETAIL Plus, estão também disponíveis duas plataformas gratuitas com informações especializadas sobre os temas relevantes para o planeamento e específicos ao sector.
DETAIL X: o portal de Internet gratuito de estudantes de arquitectura. Aqui, os estudantes do sector da construção poderão encontrar informações técnicas compactas e uma plataforma para a troca mútua e apresentação dos seus projectos ou interesses. Os conteúdos são tirados da revista de arquitectura DETAIL ou redigidos pelos próprios utilizadores. Deste modo, cria-se uma extensa base de dados com conhecimentos de base, notas sobre universidades e conhecimentos especializados da DETAIL. O fórum e o Weblog integrado contribuem particularmente para a comunicação interactiva e a troca. Os perfis e o ranking das universidades fazem um apanhado dos cursos de arquitectura disponíveis no ensino superior dos países germanófonos.
DETAIL 360°: na DETAIL360°, os arquitectos, planeadores especializados, arquitectos de interiores, designers e empresas de consultadoria têm a possibilidade de apresentar visualmente a sua empresa e projectos, e de os descrever. A comunidade específica ao sector oferece uma plataforma para estabelecer novos contactos ou aprofundar relações com parceiros e clientes. Em Maio de 2008, deu-se a internacionalização com a DETAIL360.com. Para permitir a sua internacionalização, os gabinetes podem agora usar a língua inglesa para se apresentar a si e aos seus projectos, podendo assim encontrar, em todo o mundo, um parceiro à escala global.
Deutscher Baukatalog: o catálogo de construção DETAIL Deutscher Baukatalog é a ferramenta de pesquisa gratuita de informações sobre produtos no sector da arquitectura e da construção. Aqui, os arquitectos podem encontrar os produtos de mais de 45 000 fabricantes na Alemanha, Áustria e Suíça. Deste modo, ficam com uma visão geral de todos os produtos de construção disponíveis, descrições compactas de empresas e contactos de empresas existentes no mercado. Uma pesquisa inteligente simplifica a procura de dados relevantes para o planeamento. Os produtos e serviços estão organizados em mais de 2000 palavras-chave específicas aos produtos. Como parte da DETAILnetwork, o Deutsche Baukatalog é a base de dados que dá apoio aos arquitectos na escolha dos produtos mais adaptados aos seus projectos.